# Кастель-Болоньєзе
Кастель-Болоньєзе (італ. Castel Bolognese) — муніципалітет в Італії, у регіоні Емілія-Романья,  провінція Равенна.
Кастель-Болоньєзе розташований на відстані близько 280 км на північ від Рима, 45 км на південний схід від Болоньї, 34 км на захід від Равенни.
Населення — 9626 осіб (2014).
Щорічний фестиваль відбувається понеділка pentecoste. Покровитель — San Petronio.

## Демографія
Населення за роками:

Станом на 1 січня 2023 року в муніципалітеті офіційно проживало 1379 іноземців з 55 країн, серед них 309 громадян країн Євросоюзу та 36 громадян України.

## Уродженці
- Едмондо Фаббрі (*1921 — †1995) — відомий у минулому італійський футболіст, фланговий півзахисник, згодом — футбольний тренер.

## Сусідні муніципалітети
- Фаенца
- Імола
- Ріоло-Терме
- Солароло